# Adalberto Goiri
Adalberto Goiri Sandoval (n. Caaguazú, Paraguay, 16 de diciembre de 1987) es un futbolista paraguayo. Juega de defensa central.

## Trayectoria

### Deportivo Pasto
Llega trasferido al club en el mes de febrero como último refuerzo para conformar la plantilla que iba afrontar la temporada 2017..
Su debut fue el 4 de marzo del presente año enfrentando a Independiente Medellín por la fecha 9
de la Liga Águila 2017..

## Clubes
| Club             | País      | Año         |
| ---------------- | --------- | ----------- |
| 2 de Mayo        | Paraguay  | 2009 - 2012 |
| Sol de América   | Paraguay  | 2012 - 2014 |
| Talleres         | Argentina | 2015        |
| Sportivo Luqueño | Paraguay  | 2016        |
| Deportivo Pasto  | Colombia  | 2017        |
|                  |           |             |

## Estadísticas
- Estadísticas del jugador a lo largo de su carrera futbolística.

| B                    | Club             | PJ  | Goles |
| -------------------- | ---------------- | --- | ----- |
| Bandera de Paraguay  | 2 de mayo        | 27  | 3     |
| Bandera de Paraguay  | Sol de América   | 92  | 5     |
| Bandera de Argentina | Talleres         | 21  | 2     |
| Bandera de Paraguay  | Sportivo Luqueño | 23  | 1     |
| Bandera de Colombia  | Deportivo Pasto  | 3   | 0     |
| #                    | Total            | 173 | 11    |